# Autotematyzm

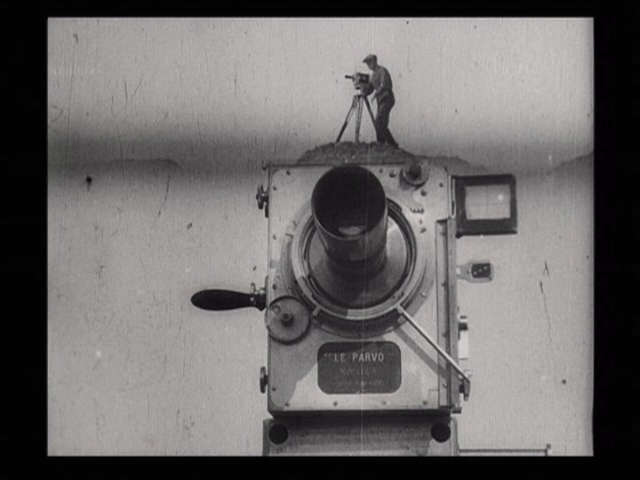
Kadr z filmu Człowiek z kamerą Dzigi Wiertowa z 1929 roku. Elementem świata przedstawionego filmu jest zarówno kamera, jak i jej operator

Autotematyzm – polski termin literaturoznawczy i krytycznoliteracki, utworzony przez Artura Sandauera i rozwijany oraz interpretowany przez innych badaczy. Określa sytuację, w której w utworze literackim zawarte są refleksje i uwagi na temat niego samego i jego powstawania. Zjawisko autotematyzmu występowało już w literaturze XIX wieku, a nasiliło się w wieku XX (szczególnie w latach 50. po pojawieniu się nurtu nowej powieści).

## Autotematyzm według Sandauera
Artur Sandauer tworzył i rozwijał to pojęcie w latach 1947–1967 w pracach: Konstruktywny nihilizm, O ewolucji sztuki narracyjnej w XX wieku, Samobójstwo Mitrydatesa. Według badacza, zjawisko autotematyzmu w prozie opiera się na umieszczeniu przez autora siebie i swoich czynności twórczych na tym samym poziomie, co powieściowych wydarzeń i bohaterów, a tym samym łączeniu fikcji i autentyczności. Jako pierwsze powieści autotematyczne Sandauer wymienia Fałszerzy André Gide'a i Pałubę Karola Irzykowskiego. W poezji natomiast rozumie autotematyzm jako liryzację wypowiedzi poetyckiej, uwypuklającą obecność autora w tekście. Za ważniejszego twórcę, wykorzystującego tę technikę Sandauer uważa Paula Valéry’ego.
Za źródło autotematyzmu badacz uważa ironię romantyczną, natomiast jako najważniejszy nurt dla jego rozwoju wymienia dekadentyzm. Według Sandauera dekadencka niechęć do wyboru tematu, pustka, jałowość i niemożliwość samookreślenia się oraz przekonanie o twórczości jako źródle twórczości, powodowały, że tematem literackim stawało się samo tworzenie literatury.

## Współczesne rozumienie terminu
Współcześnie polemizuje się z zaproponowaną przez Sandauera genezą autotematyzmu, postrzegając je w szerszym niż dekadentyzm kontekście kulturowym. Wskazuje się m.in. na związek tego zjawiska z zakwestionowaniem w literaturze obiektywnego, niezależnego opisu i przejście od twórczości realistycznej do subiektywnej. Za istotne dla tej techniki uważa się również poczucie niewystarczalności dotychczasowych konwencji literackich, a tym samym skupienie uwagi czytelnika na sposobach tworzenia przez autora świata przedstawionego. Michał Głowiński zwrócił uwagę na to, że powieści autotematyczne stanowią jednocześnie wypowiedzi teoretyczne na temat gatunku i nazwał je powieściami będącymi metodologią powieści; natomiast Ryszard Nycz porównał tego typu utwory do staropolskich silva rerum, ze względu na ich pierwiastki autobiograficzne i dokumentacyjne oraz na podkreślanie i wyodrębnianie samej czynności pisania i spisywania.

## Termin w zagranicznych badaniach literackich
Termin „autotematyzm” jest terminem wyłącznie polskim i nie jest stosowany w badaniach literackich w innych krajach. We francuskim literaturoznawstwie na określenie tego zjawiska (związanego tam przede wszystkim z nurtem nowej powieści) używa się określeń: le roman réfléchi oraz mise en abyme, natomiast na gruncie anglojęzycznym funkcjonują m.in. terminy: self-reference (ang.) practice of witing, metafiction i surfiction.